# OVPP
OVPP (acrônimo de One Voice Per Part - em português:  uma voz por parte) - este termo musical e neologismo refere-se à prática da execução da música coral do Barroco, particularmente das obras de Bach, com apenas um cantor para cada linha vocal. Obras corais com a indicação de SCTB ou SATB (soprano, contralto, tenor e baixo) são, consequentemente, cantadas por quatro cantores, quando esta abordagem é aplicada.
O primeiro regente a advogar ferrenhamente esta abordagem da música de J. S. Bach foi o pianista e regente norte-americano Joshua Rifkin. O uso de vozes solo na música coral de Bach encontrou também adeptos em Andrew Parrott, Paul McCreesh e Konrad Junghänel. Essa abordagem ainda é controversa e algumas gravações da música de Bach apresentando vozes solo nos movimentos corais tem encontrado diversos tipos de críticas.
O acrônimo OVPP foi empregado pela primeira vez pelo egroup "The Bach Recordings Discussion Group" nos meados dos anos 1990 por Langley Guy. Esse acrônimo parece ter sido empregado com mais frequência desde essa época.